# Euprosthenopsis lamorali
Euprosthenopsis lamorali är en spindelart som beskrevs av Patrick Blandin 1977. Euprosthenopsis lamorali ingår i släktet Euprosthenopsis och familjen vårdnätsspindlar. Inga underarter finns listade i Catalogue of Life.